# Lophiodontidae
Los lofiodóntidos (Lophiodontidae) son una familia extinta de perisodáctilos tapiromorfos que vivieron durante el Eoceno. Sus restos fósiles han aparecido en Asia y Europa. Podría tratarse de una familia parafilética.

## Enlaces de interés
- Wikimedia Commons alberga una categoría multimedia sobre Lophiodontidae.
- The Paleobiology Database Lophiodontidae

- Datos: Q1869781
- Especies: Lophiodontidae